# Frailes (Guaynabo)
Frailes es un barrio ubicado en el municipio de Guaynabo en el estado libre asociado de Puerto Rico. En el Censo de 2010 tenía una población de 32050 habitantes y una densidad poblacional de 3.021,14 personas por km².

## Geografía
Frailes se encuentra ubicado en las coordenadas 18°22′16″N 66°6′32″O / 18.37111, -66.10889. Según la Oficina del Censo de los Estados Unidos, Frailes tiene una superficie total de 10.61 km², de la cual 10.56 km² corresponden a tierra firme y (0.49%) 0.05 km² es agua.

## Demografía
Según el censo de 2010, había 32050 personas residiendo en Frailes. La densidad de población era de 3.021,14 hab./km². De los 32050 habitantes, Frailes estaba compuesto por el 80.51% blancos, el 8.12% eran afroamericanos, el 0.31% eran amerindios, el 0.23% eran asiáticos, el 0.01% eran isleños del Pacífico, el 7.22% eran de otras razas y el 3.61% pertenecían a dos o más razas. Del total de la población el 97.67% eran hispanos o latinos de cualquier raza.